# Episodi de L'ispettore Derrick (terza stagione)
La terza stagione della serie televisiva L'ispettore Derrick, composta da 14 episodi, è stata trasmessa in Germania dall'11 gennaio al 28 novembre 1976 sul canale ZDF.
| nº Prima TV Germania | nº di Produzione | nº Stagione x nº Episodio | Titolo originale        | Titolo italiano          | Prima TV Germania | Prima TV Italia   | Anno Produzione |
| -------------------- | ---------------- | ------------------------- | ----------------------- | ------------------------ | ----------------- | ----------------- | --------------- |
| 16                   | 18               | 03x01                     | Tod der Kolibris        | Fine di un colibrì       | 11 gennaio 1976   | 15 settembre 1983 | 1975            |
| 17                   | 22               | 03x02                     | Tod des Trompeters      | Morte di un trombettista | 8 febbraio 1976   | 8 marzo 1979      | 1975            |
| 18                   | 11               | 03x03                     | Angst                   | Paura                    | 7 marzo 1976      | 22 febbraio 1979  | 1974            |
| 19                   | 23               | 03x04                     | Tote Vögel singen nicht | Il caso Annie Rothe      | 4 aprile 1976     | 20 ottobre 1983   | 1975            |
| 20                   | 24               | 03x05                     | Schock                  | Shock                    | 2 maggio 1976     | 1º novembre 1983  | 1976            |
| 21                   | 15               | 03x06                     | Kalkutta                | Calcutta                 | 30 maggio 1976    | 7 ottobre 1983    | 1975            |
| 22                   | 7                | 03x07                     | Kein schöner Sonntag    | Una brutta domenica      | 27 giugno 1976    | 10 ottobre 1983   | 1974            |
| 23                   | 25               | 03x08                     | Auf eigene Faust        | Stanza n. 48             | 11 luglio 1976    | 17 luglio 1980    | 1976            |
| 24                   | 19               | 03x09                     | Ein unbegreiflicher Typ | Chi è Joseph Koller?     | 15 luglio 1976    | 4 ottobre 1983    | 1975            |
| 25                   | 26               | 03x10                     | Das Bordfest            | Festa a bordo            | 8 agosto 1976     | 1º marzo 1979     | 1976            |
| 26                   | 27               | 03x11                     | Das Superding           | Colpo grosso             | 5 settembre 1976  | 11 gennaio 1979   | 1976            |
| 27                   | 28               | 03x12                     | Risiko                  | Rischio                  | 19 settembre 1976 | 25 ottobre 1983   | 1976            |
| 28                   | 29               | 03x13                     | Pecko                   | Il campione              | 3 ottobre 1976    | 18 gennaio 1979   | 1976            |
| 29                   | 21               | 03x14                     | Der Mann aus Portofino  | L'uomo di Portofino      | 28 novembre 1976  | 25 gennaio 1979   | 1975            |

## Fine di un colibrì
- Titolo originale: Tod der Kolibris
- Diretto da: Dietrich Haugk
- Scritto da: Herbert Reinecker
- Interpreti:[1] Horst Tappert - Stephan Derrick, Fritz Wepper - Harry Klein, Willy Schäfer - Willy Berger, Sylvia Manas - Anita Scheibnitz, Ernst Schröder - Dottor Hans-Walter Scheibnitz, Edith Heerdegen - signora Kulm, Paul Bürks - signor Judix, Heinz Ehrenfreund - Scheppmann, Günther Stoll - detective Schröder, Gerhard Bormann - detective Echterding, Michael Gahr - detective Wilmers, Benno Sterzenbach - Birkmann, Horst Ebersberg - Zamecke, Nangnoi Supasi - Pham Thi, Maria Minh - Phu Tan Nhu, Hans Steter - signor Gubeck, Heini Göbel - signor Hiebach

### Trama
I coniugi Gubeck restano senza fiato quando scoprono che, nel bagagliaio della loro auto, qualcuno ha nascosto il cadavere di una giovane asiatica. Su di giri, due Gubeck erano appena usciti da una festa privata, organizzata da Hiebach, un loro amico. Avevano lascito l'auto parcheggiata in strada per quattro ore e solitamente tengono il bagagliaio aperto. La mattina seguente una telefonata anonima, con voce femminile, dopo aver chiesto della giovane asiatica, dando una precisa descrizione dell'aspetto fisico, invita Stephan Derrick ad indagare sul dottor Scheibnitz. La villa di Hans-Walter Scheibnitz si trova proprio nelle immediate vicinanze dove è stato ritrovato il corpo della giovane. Derrick e Klein, una volta giunti sul posto, trovano la governante e la figlia di Scheibnitz, Anita, di diciotto anni che è paralitica ed è mentalmente instabile. Derrick e Klein riconoscono la voce di Anita, cioè quella che ha telefonato alla polizia. Il Dottor Scheibnitz, titolare di una ditta che esegue lavori stradali, è socio anche con un certo Birkmann, un personaggio che gestisce diversi locali notturni.

### Colonna sonora
- Daniela und Ann, All My Love Is Gone

## Morte di un trombettista
- Titolo originale: Tod des Trompeters
- Diretto da: Zbyněk Brynych
- Scritto da: Herbert Reinecker
- Interpreti:[2] Horst Tappert - Stephan Derrick, Fritz Wepper - Harry Klein, Willy Schäfer - Willy Berger, Sabine von Maydell - Hilde Werner, Bernd Herberger - Robert Lammers - Bernd Herzsprung - Achim Bielek, Alexander Stephan - Heinz Sorek, Wolfang Büttner - signor Sorek, Herbert Tiede - Johannes Schrahl, Sky du Mont - Brinkmann, Aldo Rendine - Banderi, Toni Ertl - Franconi, Gerhard Bormann - detective Echterding, Ulf-Jürgen Wagner - detective Wagner, Sepp Wäsche - detective Becker

### Trama
Stephan Derrick riceve nel suo ufficio una telefonata anonima: un uomo chiede di incontrarlo. Benché non di sua competenza, Derrick accetta di farsi vedere davanti al museo delle armi di Monaco. Quando Derrick arriva, accompagnato da Harry Klein, ode solamente uno sparo e un grido di aiuto, davanti a lui giace esanime Heinz Sorek, il giovane trombettista di un complesso rock. Nello scontro a fuoco che ne segue viene ferito anche Klein che deve essere portato in ospedale. Poco dopo Derrick, riceve, via radiomobile, una comunicazione da Berger che Johannes Schrahl, proprietario di una catena di supermercati, è stato rapito davanti casa sua, sotto gli occhi della sua governante. Derrick sospetta che gli altri componenti della band, formata dal pianista Robert Lammers, dalla chitarrista e vocalist Hilde Werner e dal batterista Achim Bielek, siano coinvolti nell'assassinio di Sorek e nel rapimento di Schrahl.

### Colonna sonora
- Peter Thomas Sound Orchestra, Ohne Dich ist es Nacht

## Paura
- Titolo originale: Angst
- Diretto da: Theodor Grädler
- Scritto da: Herbert Reinecker
- Interpreti:[3][4][5] Horst Tappert - Stephan Derrick, Fritz Wepper - Harry Klein, Hans Dieter Zeidler - Dottor Walter Hertel, Heidelinde Weis - Franziska Hertel, Uschi Glas - Irene Kronach, Bernd Herzsprung - Jürgen Kerwin, Beatrice Norden - Hélène Thimm, Hans Kaetner - signor Schröder, Jean-Pierre Zola - signor Thalmeier

### Trama
Il dottor Walter Hertel, dirigente di un istituto finanziario, strangola la giovane amante Irene Kronach, in procinto di lasciarlo per un giovane di nome Jürgen Kerwin. Irene, che vive in un appartamento di proprietà di Hertel, aveva ricevuto la visite di Kerwin poco prima di venire uccisa. Il giovane aveva dimenticato il suo orologio e stava per riprenderselo, tuttavia l'oggetto risulta sparito. Hertel, sposato con Franziska, convince la moglie di costruire un alibi. Infatti Franziska testimonia alla polizia che al momento dell'omicidio, Walter Hertel era a casa con lei a pranzare insieme. Stephan Derrick non è convinto dell'innocenza di Hertel ed ingaggia un duello psicologico estenuante.

## Il caso Annie Rothe
- Titolo originale: Tote Vögel singen nicht
- Diretto da: Alfred Vohrer
- Scritto da: Herbert Reinecker
- Interpreti:[6][7] Horst Tappert - Stephan Derrick, Fritz Wepper - Harry Klein, Doris Kunstmann - Gerti Hager, Hans Korte - Ewald Malenke, Hans Caninenberg - avvocato Schöne, Lola Müthel - signora Kissler, Harald Leipnitz - barista Schermann, Tilly Lauenstein - signora Hager, Günther Stoll - Schröder, Gerhard Bormann - detective Echterding, Wolfgang Stumpf - Joseph Rothe, Ulli Kinalzik - Merks, Michael Hinz - Karl-Maria Reeke, Hans Quest - Winkler, Lilian Rack - Irene, Eva Bergmanova - Anni Rothe, Heini Göbel - fotografo, Thomas Astan - cameriere, Dieter Eppler - uomo in auto

### Trama
In una discarica viene ritrovato il corpo di una giovane donna di bell'aspetto. Nel frattempo Joseph Rothe, un signore originario di Erlangen, si reca presso la polizia di Monaco per denunciare la scomparsa della diciannovenne figlia Annie che non sente da quattro settimane. Derrick mostra le fotografie della morta in discarica e Rothe riconosce la figlia. Annie viveva in una stanza della palazzina di proprietà della signora Hager. Un altro coinquilino della Hager, un giovane di nome Karl-Maria Reeke, che lavora presso il night-club Mona-Lisa, viene trovato ucciso con un colpo di pistola nel spogliatoio del locale. Il Mona-Lisa è un bar noto per il suo giro di prostituzione, di proprietà di Ewald Malenke.

## Shock
- Titolo originale: Schock
- Diretto da: Alfred Vohrer
- Scritto da: Herbert Reinecker
- Interpreti:[8][9] Horst Tappert - Stephan Derrick, Fritz Wepper - Harry Klein, Johanna von Koczian - Renate Konrad, Christine Wodetzky - Helga Hoffmann, Vadim Glowna - Alfred Recke, Karin Baal - signora Recke, Jürgen Draeger - signor Hiebler, Alexander Hertel - Heinz Recke, Dieter Eppler - dottor Schöller, Jan Hendriks - Schlott, Dirk Galuba - Lusseck, Günther Stoll - Schröder, Gerhard Borman - detective Echterding, Konrad Georg - dottor Heimweg, Michel Jacot - Kerrak, Laurence Bien - Becker

### Trama
Una banda di ladri d'auto è in azione a Monaco. Una sera uscendo di casa, il dottor Schöller trova uno di essi che sta armeggiando all'interno della sua auto e con un'abile mossa tenta d'immobilizzarlo, ma resta ucciso da un colpo di pistola. Ad assistere all'omicidio è Ralph, il figlio di dieci anni del dottor Schöller. Ralph non riesce a parlare perché è rimasto scioccato dall'evento. Schöller aveva perso la moglie tre anni prima e stava sposando Helga Hoffmann, una donna che si prende cura immediatamente del piccolo Ralph. Il giorno dopo nel garage di Schöller, viene trovato il corpo senza vita di un bambino di dieci anni, si tratta di Heinz Recke, figlio di Alfred Recke, uno degli uomini di Lusseck, il quale è a capo della banda di furti di auto.

## Calcutta
- Titolo originale: Kalkutta
- Diretto da: Alfred Weidenmann
- Scritto da: Herbert Reinecker
- Interpreti:[10] Horst Tappert - Stephan Derrick, Fritz Wepper - Harry Klein, Willy Schäfer - Willy Berger, Karl Michael Vogler - signor Keppler, Eva Christian - Irene Wiloff, Pinkas Braun - Dottor Bergmann, Kornelia Boje - Anita Wenger, Josef Fröhlich - signor Wenger, Walter Bluhm - signor Bleiche, Richard Münch - Konsistorialrat, Hermann Lenschau - kriminalrat, Gernot Endermann - detective Senkmann, Werner Umberg - fotografo

### Trama
Anita Wenger chiama la polizia da un locale notturno frequentato da persone ricche, il Flamingo che sta sulla Maximilianstraße, asserendo di essere in pericolo di vita. Pochi istanti dopo, una volta in strada, Anita viene investita mortalmente da un'auto che poi è risultata rubata. Le tasche del giubbotto sono state rivoltate e il contenuto della borsetta era per terra, quindi gli assassini cercavano qualcosa. Le indagini di Derrick e di Klein, portano a individuare nel retro del locale una sala da gioco clandestina. Grazie all'aiuto del dottor Bergmann, Derrick riesce ad entrare nella bisca con un nome falso dove fa la conoscenza di Irene. Nella bisca Derrick trova anche il marito della Wenger che fa da cameriere. Irene, seguita via auto durante la notte da Klein, arriva in un paesino di campagna e si dirige verso una casa di riposo per persone facoltose. In questa casa di riposo lavorava anche Anita come operatrice sanitaria. Tobias, figlio piccolo dei Wenger, da alcuni giorni viene ospitato in un collegio. Il bambino custodisce con gelosia un giocattolo, la trottola.

## Una brutta domenica
- Titolo originale: Kein schöner Sonntag
- Diretto da: Leopold Lindtberg
- Scritto da: Herbert Reinecker
- Interpreti:[11][12] Horst Tappert - Stephan Derrick, Fritz Wepper - Harry Klein, Ullrich Haupt - Hans Schirmer, Gudrun Thielemann - Margot Schirmer, Andreas Seyferth - Jürgen Schirmer, Claudia Golling - Helga Schirmer, Henning Schlüter - signor Schuk, Johanna Hofer - signora Balte, Herbert Weissbach - signor Balte, Renate Grosser - signora Schliebach, Petra Peters - infermiera

### Trama
Hans Schirmer confida al proprio figlio Jürgen, che ha circa venti anni, di avere sottratto dalle casse della ditta in cui lavora circa 100 000 marchi per mantenere un alto tenore di vita. Con l'approssimarsi di una revisione contabile, il signor Schirmer teme che l'ammanco possa essere scoperto. Il ragazzo, deciso ad aiutare suo padre, decide di simulare un furto negli uffici della ditta, mentre tutta la famiglia, composta oltre a loro due e da Margot e da Helga, rispettivamente moglie e figlia di Schirmer, si trova a teatro ad assistere un spettacolo di commedia. Garantitosi un alibi, Jürgen si reca furtivamente nella ditta e riesce ad aprire la cassaforte e a sottrarre alcune banconote, tuttavia viene colto sul fatto da una guardia privata, l'anziano signor Balte. Il giovane fugge via scaraventando Balte giù dalle scale. Balte non muore sul colpo, viene soccorso e portato in ospedale, però le sue condizioni sono critiche e il giorno dopo muore. Mentre Derrick inizia le indagini, Jürgen si mostra interessato alle sorti di Balte. Nel frattempo Helga la sorella di Jürgen, è impegnata a sostenere un torneo di tennis.

## Stanza n. 48
- Titolo originale: Auf eigene Faust
- Diretto da: Zbyněk Brynych
- Scritto da: Herbert Reinecker
- Interpreti:[13] Horst Tappert - Stephan Derrick, Fritz Wepper - Harry Klein, Horst Frank - Achim Schenke, Karl John - Euler, Helmuth Kautner - Duktus, Siegfried Rauch - Winterstein, Wolf Richards - Kallmenter, Günther Stoll - Jürgen, Gerhard Bormann - detective Echterding, Sybille Brunner - Agnes Schulte

### Trama
Horst Winterstein, un funzionario di polizia della sezione antifalsificazione monetaria, viene ucciso con un colpo di pistola da un'auto in corsa, sotto gli occhi dei colleghi, proprio davanti al commissariato centrale di Monaco. Era incaricato di seguire le tracce di una banda internazionale di falsari. Per cercare l'assassino di Winterstein, Derrick cerca di infiltrarsi nella banda, tramite un altro falsario, Achim Schenke, al quale è stata scontata la pena di un anno e mezzo. Ma il doppio gioco di Schenke viene scoperto, e Derrick deve intervenire direttamente.

## Chi è Joseph Koller?
- Titolo originale: Ein unbegreiflicher Typ (traduzione: Un tipo incomprensibile)
- Diretto da: Theodor Grädler
- Scritto da: Herbert Reinecker
- Interpreti:[14] Horst Tappert - Stephan Derrick, Fritz Wepper - Harry Klein, Günther Stoll - Schröder, Hilde Kral - Ulrike Bösenhaupt, Carl-Heinz Schroth - Joseph Koller, Jürgen Goslar - signor Schündler, Walter Gross - signor Pöllmann, Hans-Michael Rehberg - signor Sander - Bruno Hübner - signor Grothke, Michaela May - Katharina Koller - Jan Niklas - Heinz Sass, Edd Stavjanik - signor Langheimer, Inge Schwanneke - signora Grundmeier, Hans Elwenspoek - portiere d'albergo

### Trama
Joseph Koller è un signore di mezza età, nato a Praga nel 1910, che conduce una vita quanto meno misteriosa. In città incontra un vagabondo di nome Pöllmann, che ospita generosamente nella sua stanza d'albergo, poi si incontra con un certo Schündler, un losco uomo d'affari dal quale riceve una valigia piena di mezzo milione di marchi ed infine scompare senza lasciare traccia. Nella camera d'albergo la polizia ritrova il corpo senza vita del vagabondo, crivellato da due colpi di pistola. Quando il portiere dell'albergo sta dando la sua testimonianza a Derrick, riceve una telefonata da Schündler che chiede di parlare con Koller. Quindi la cornetta passa a Derrick, i due si danno appuntamento in un bar. Schündler dice a Derrick che è proprietario di un albergo a Tunisi ed è in affari con Koller. Secondo lui Koller è tornato a Monaco per rivedere l'ex moglie e la figlia. Koller è stato sposato fino a venti anni prima con Ulrike Bösenhaupt ed ha una figlia di nome Katharina.

### Colonna sonora
- Peter, Paul & Mary, Early In The Morning

## Festa a bordo
- Titolo originale: Das Bordfest
- Diretto da: Alfred Weidenmann
- Scritto da: Herbert Reinecker
- Interpreti:[15][16] Horst Tappert - Stephan Derrick, Fritz Wepper - Harry Klein, Judy Winter - Agnes Solms, Ernst Schröder - Werner Solms, Mathieu Carrière - Walter Solms, Wolfgang Reichmann - Ernst Kettwig, Herlinde Latzko - Hetty Kettwig, Walter Schmidinger - signor Steiner, Erna Sellmer - signora Wagner, Kristina Nel - Gisela Trubal, Hans Elwenspoek - capitano, Thomas Braut - Andrea Fritz, Gerhrd Bormann - detective Echterding

### Trama
Festa aziendale per i dipendenti di una industria tessile di Monaco, poiché i due soci, Ernest Kettwig e Werner Solms, hanno organizzato per i loro collaboratori un'escursione in battello sul Lagdi Starnberg. Tra canti, balli e fiumi di alcool, la cerimonia giunge al suo termine poco prima di mezzanotte, ora in cui Solms, al momento di sbarcare si accorge che il suo socio è scomparso. Le ricerche non danno esito fino a quando, il mattino seguente, la polizia ripesca dalle acque del lago il corpo senza vita di Kettwig, il quale è stato pugnalato alla schiena. Era stato visto per l'ultima volta sulla barca mentre ballava con la signora Wagner, la cassiera dell'azienda. La vittima era sposata con Etty, molto più giovane di lui. Etty ha una relazione amorosa con Walter Solms, figlio del suo socio, e Kettwig ne era a conoscenza. La donna voleva divorziare, però Kettwig aveva rifiutato.

## Colpo grosso
- Titolo originale: Das Superding (traduzione: Supercolpo)
- Diretto da: Wolfgang Becker
- Scritto da: Herbert Reinecker
- Interpreti:[17] Horst Tappert - Stephan Derrick, Fritz Wepper - Harry Klein, Günther Stoll - Schröder, Horst Buchholz - Gerke, Gottfried John - Krummbach, Ullrich Haupt - direttore Veicht, Gerhard Garbers - Victor Veicht, Christine Schuberth - Sikke Mains, Claus Fuchs - Bittrop, Horst Sachtleben - Eberhard Witte, Fritz Hackl - Kranz, Erni Singerl - signora Walbe, Beatrice Norden - signora Veicht, Angela Hillebrecht - centralinista, Jutta Kammann - signorina Bracht

### Trama
Una telefonata anonima avverte il signor Veicht, direttore della Bankhaus München, che qualcuno sta progettando una rapina ai danni dell'istituto. La voce misteriosa chiede di poterlo incontrare con la massima discrezione, all'insaputa della polizia. Davanti alla banca, vengono esplosi alcuni colpi di pistola da un'auto in corsa, che uccidono un certo Eberhard Witte. La vittima viene identificata come il misterioso telefonista. Witte era un muratore disoccupato, da quattro mesi. Scapolo, Witte aveva una casa grande che recentemente aveva messo a disposizione alle "ragazze go-go", ballerine in topless della discoteca Roch Shop. La discoteca si trova proprio di fronte alla banca ed il titolare è Gerke, un ex docente universitario di Matematica, costretto a lasciare la cattedra in seguito ad un brutto incidente.

### Colonna sonora
- Ipi Tombi, The Warrior
- KC and the Sunshine Band, That's the Way (I Like It)
- Dexter Wansel, Life on Mars
- Peter Thomas, Lost in Paradise

## Rischio
- Titolo originale: Risiko
- Diretto da: Franz Peter Wirth
- Scritto da: Herbert Reinecker
- Interpreti:[18] Horst Tappert - Stephan Derrick, Fritz Wepper - Harry Klein, Günther Ungeheuer - Dottor Schech, Werner Bruhns - signor Habinger, Maria Sebaldt - signora Habinger, Michaela May - Vera Habinger, Christian Reiner - Horst Habinger, Kristina Nel - Brigitte Tetzlaff, Günther Stoll - Schröder, Gerhard Bormann - detective Echterding, Wilfried Klaus - Stolpe, Klaus Münster - Klose, Mathias Eysen - Dottor Meyers, Karin Heske - segretaria, Bernhard Helfrich - Schliemann

### Trama
Una notte, due camionisti diretti a Monaco si fermano per prestare soccorso ad una ragazza in strada, ma si tratta di un'esca per una rapina e durante l'azione uno dei due autisti viene ucciso. Nella stessa notte, in un quartiere signorile, viene ucciso, con un colpo di fucile da caccia, Horst Habinger, un diciottenne figlio di un industriale che frequenta l'ultimo anno del Liceo Classico. Aveva appena aperto la finestra della sua stanza e dalla strada è partito il colpo che lo ha ucciso. Quella sera era appena tornato da una festa per uomini d'affari, amici del padre. Vera, la sorella ventenne di Horst, testimonia che il fratello aveva avuto una telefonata di cui era rimasto sconvolto e si era messo a piangere. Dentro ai pantaloni di Horst vengono trovate le chiavi dello stesso camion della rapina.

### Colonna sonora
- Michel Fugain & Le Big Bazar, Chante...
- Atomic Rooster, Breaktrough

## Il campione
- Titolo originale: Pecko
- Diretto da: Zbyněk Brynych
- Scritto da: Herbert Reinecker
- Interpreti:[19] Horst Tappert - Stephan Derrick, Fritz Wepper - Harry Klein, Pierre Franckh - Pecko, Karl Walter Diess - Holger, Harald Juhnke - Prinx, Stephan Behrens - Baume, Hane Tilden - signora Lange, Günther Stoll - Schröder, Alexander Malachowsky - Liska, Gerhard Bormann - detective Echterding, Willy Schäfer - Willy Berger, Evelyn Palek - Inge Biegach

### Trama
Quattro amici intenti a giocare in un cortile condominiale a un nuovo sport, cioè bike polo, si lasciano sfuggire la palla oltre un muro di cinta. Jakob Lange, detto "Pecko", uno dei ragazzi, entra in un cortile attiguo per recuperarla quando sente il grido straziante di una ragazza. Arriva la polizia e viene individuata la vittima: si tratta di Inge Biegach, una giovane ballerina di diciotto anni, che aveva preso in affitto da tre settimane, insieme ad altre due ragazze, una stanza. Al momento dell'omicidio le due testimoniano che Inge aveva un appuntamento, ma non aveva voluto dire con chi e loro erano fuori a fare compere. Inge, insieme alle altre due coinquiline, frequentava la scuola di danza del signor Liska. Benché Pecko asserisce di non aver visto nulla, Derrick è convinto che il giovane sappia qualcosa.

## L'uomo di Portofino
- Titolo originale: Der Mann aus Portofino
- Diretto da: Dietrich Haugk
- Scritto da: Herbert Reinecker
- Interpreti:[20] Horst Tappert - Stephan Derrick, Fritz Wepper - Harry Klein, Kurt Meisel - Ingo Parenge, Eva Rieck - Margot Parenge, Reinhard Kolldehoff - signor Kremp, Alexander Golling - signor Bachler, Maresa Hörbiger - Louise Bachler, Ursula von Reibnitz - signora Bachler, Günther Stoll - Schröder, Gerhard Bormann - detective Echterding, Lotte Haas - signora Parenge, Karl Renar - Max Sieburg, Amedeo Nazzari - dr. Pinaldi, Mathias Grimm - Theo Kremp, Harry Kalenberg - Justizwachtmeister, Günter Geiermann - Justizwachtmeister

### Trama
Max Sieburg, detenuto in attesa di giudizio per il furto di un'auto, riesce ad evadere con l'aiuto di alcuni complici, per essere da essi stessi ucciso nei pressi del fiume Isar. Stephan Derrick e Harry Klein risalgono al proprietario della vettura rubata, un medico italiano di nome Pinaldi, del quale da tre mesi si sono perse le tracce. I due detective si recano a Murnau, cioè il luogo dove è stato visto per l'ultima volta, riscontrando un collegamento con la morte della signora Parenge, moglie di un aristocratico, avvenuta cinque anni prima al largo della costa di Portofino.